# Elecciones presidenciales de Maldivas de 1993
Las elecciones presidenciales se llevaron a cabo en Maldivas el 1 de octubre de 1993. Maumoon Abdul Gayoom fue el único candidato propuesto por el Majlis. Su candidatura fue aprobada por el 92,8% de los votantes.

## Resultados
| Candidato            | %    |
| -------------------- | ---- |
| Maumoon Abdul Gayoom | 92.8 |
| En contra            | 7.2  |
| Total                | 100  |
| Fuente: Eur          |      |